# Graham Ward Bain
Pour les articles homonymes, voir Bain.
Graham Ward Bain, né le 6 juillet 1891 à Florence, en Italie, et mort le 26 février 1955 à Bath, dans le comté de Somerset, est un écrivain britannique, auteur d'un roman policier.

## Biographie
Né dans une famille de la haute bourgeoisie, il sert quelque temps comme fonctionnaire de la Couronne britannique en Inde. De retour en Angleterre, il se destine à l'enseignement et devient professeur de langues modernes.
En 1937, il publie son unique roman policier, Round Robin, un récit où le héros, surnommé Flèche verte, tente de déjouer les plans de grands financiers et de les contraindre à libérer une belle orpheline, alors même que Scotland Yard tente d'obtenir des preuves contre lui. Ce roman policier, mâtiné d'aventures où abondent les déguisements et les situations fantaisistes, n'est pas sans rappeler l'univers d'Arsène Lupin. Il connaît deux éditions en France : l'une, sous le titre Le Bien pour le mal, dans la collection Le Masque, en pleine Seconde Guerre mondiale ; l'autre, sous le titre Flèche verte, chez Rombaldi, dans l'immédiat après-guerre.

## Œuvre

### Roman policier
- Round Robin (1937) Publié en français sous le titre Le Mal pour le bien, adapté en français par Lucy Lugan, Paris, Librairie des Champs-Élysées, coll. « Le Masque » no 289, 1940 ; réédition dans une traduction intégrale de Henri Demeurisse sous le titre Flèche verte, Paris, Rombaldi, coll. « Évasion » no 20, 1947

## Source
- Jacques Baudou et Jean-Jacques Schleret, Le Vrai Visage du Masque, vol. 1, Paris, Futuropolis, 1984, 476 p. (OCLC 311506692), p. 44.